# ペレツィーナ

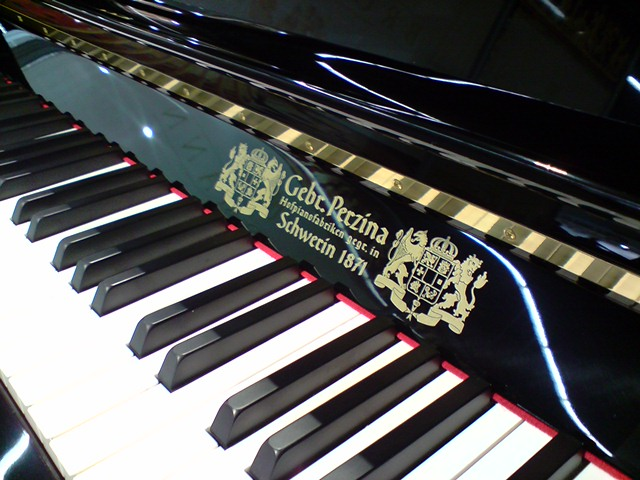
Perzina Modell 122

ペルツィーナ（Perzina、Gebr. Perzina〔ペルツィーナ兄弟〕）は、1871年から1929年頃までドイツ北部のシュヴェリーンの鍵盤楽器製造業者（Gebr. Perzina GmbH、Alvari-Piano-GmbH、Pianofortefabrik Gebr. Perzina）によって使われたブランド名である。日本ではペレツィーナとも呼ばれる。
現在、ペルツィーナブランドのピアノはオランダと中国の資本による中国煙台の民営企業・煙台ペレツィーナ (Yantai Perzina Piano Manufacturing Co., Ltd.) によって生産されている。

## 歴史

### 創業と王室御用達称号の授与
ザクセン系ピアノ職人を父に持つユリウス・ペルツィーナとアルバート・ペルツィーナの兄弟は、20代後半になると父の仕事を引き継ぎたいと望み、ベヒシュタインの創業者であるカール・ベヒシュタインの元で修行した。その他にもドイゼンやシュヴェヒテン、レーニッシュの下で修行と経験をつみ、ピアノ職人の技術を修得したペレツィーナ兄弟は、1871年7月1日にドイツ北部のシュヴェリーンという町で 「Pianoforte Fabrik Gebrüder Perzina」（ペルツィーナ兄弟ピアノ工場）を創業した。
会社を設立した初年度は20台のピアノが製造された。1883年にメクレンブルク大公家御用達の称号がペレツィーナに授与された。数年後、Gebr. ペルツィーナ社は「オランダ女王」、「ポルトガル王」、「アンハルト公」の御用達称号を授与された。ペルツィーナ社はオランダのウィルヘルミナ女王や、ハインリヒ・メクレンブルク＝シュヴェリーン（オランダ女王ユリアナの父）、オルデンブルク公爵等にピアノを納めた。ピアノ工場を開業して数年後、兄のアルバートが引退したが、社名のGebr. ペルツィーナ（ペルツィーナ兄弟）は残った。1894年にペルツィーナ社はアントウェルペン国際博覧会は、1895年にアムステルダム国際博覧会へ出品した。1900年頃から会社は急成長をし始めた。1901年のレターヘッドでは自社を「ドイツ・バルト海諸国で間違いなく最大で最も効率的なピアノ工場」と形容していた。

### ダニエル・フスの指揮の下での新市場の開拓
1897年の始め、シュヴェリーン工場のスタッフが約10週間仕事を止めた。従業員らは賃金の引き上げを求めてストライキを行った。1897年4月、わずか52歳で共同創業者のユリウス・ペルツィーナが死去した。工場の経営は、合名会社の設立後、続く20年間ハンブルクの実業家ダニエル・フス（Daniel Huss）の手に渡った。社主の義理の息子は経営責任者としてピアノ工場を手工芸工場から産業工場へと転換した。創業年の1872年に生産された楽器は20台だったが、1897年には既に315台、1900年までにはシュヴェリーン工場の生産数は年間768台に伸びた。1904年7月26日の壊滅的な火災によって生産建物のほとんどが破壊された。それからの3年間にわたって、宮廷石工のLudwig Cleweが合名会社の株主の指定にしたがって新たな工場建物を建設した。この中にはWismarschen通り44番地の本館も含まれ、今日も現存している。
1910年頃には年間製造台数が1000台まで増加（グランドピアノの製造は1905年から開始）。数年後、製造工場を拡大するためシュヴェリーンより約60 km南下したレンゼンという町に移転した。第一次世界大戦まで急激に成長した。この頃がドイツ時代のペレツィーナの製造のピークであった。
第一次世界大戦の開戦以降、Gebr. ペルツィーナは「フォッカーヴェルケ・シュヴェリーン（Fokkerwerke Schwerin）」のためにバルブとプロペラの生産を行い、1914年8月からは弾薬袖も生産ラインに加わった。1916年、ペルツィーナ社は検察庁の標的とされた。排出された薬莢が新たな供給品に再び混入された; 従業員1名が贈収賄で通報、逮捕された。このスキャンダルは多忙な経営責任者ダニエル・フスを直撃し、10カ月の禁固刑と2年間の市民権剥奪を言い渡された。1917年8月23日、アントニー・フォッカーが工場と400名の従業員を買収した。ヴェルサイユ条約の条項の結果として、航空機メーカーのフォッカー社は1919年に本社をシュヴェリーンから移転した。
戦後、フォッカーはピアノ工場をオットー・ルボー（Otto Libeau）に貸した。1920年4月から、会社はピアノに加えて家具と木箱も生産した。グーテンベルク通りの第三工場は1923年に「Alvari-Piano-GmbH」に改称した。Wismarschen通りにおけるピアノの生産は1929年頃まで行われた。1930年代、「低地ドイツ・ベオハバター」（Niederdeutsche Beobachter）紙が以前の本館に移転してきた。シュヴェリーンのピアノ製造者Wilhelm Meyerはオットー・ルボーと共に「Gebr. ペルツィーナGmbH」という名称でピアノを製造した。ルボーは1930年代中頃に会社を離れた。1929年まで、ペルツィーナ社はシュヴェリーンの住所録に「Gebr. Perzina GmbH, Pianoforte-Fabrik, gegr. 1871. Inh. Wilhelm Meyer, Wismarsche Straße 153」と掲載されていた。1984年から2013年まで、シュヴェリーン市立図書館は「ペルツィーナハウス（Perzinahaus）」を使用した。
二度の世界大戦によって多くのピアノメーカーが姿を消す中、ペルツィーナは東ドイツの国営企業として生き延びた。「Perzina」ブランドのアップライトピアノとグランドピアノはレンツェンにおいて国有企業の下で1959年から1972年まで生産された。1930年代の始め、ベルリンのピアノ修復者Friedrich Geilがレンツェンで「Wagner」ブランドのピアノ生産を始めた。Geilはシュヴェリーンの議会から登録商標「Gebr. ペルツィーナ」を使用する権利を与えられた。1972年、この会社は収用され、VEBドイツピアノ組合ライプツィヒに譲渡された。

### 転換後
1989年の転換後、ブランド名「Wagner」および「Perzina」はGeil家によって再び引き継がれ、ピアノ生産の再編が目指された。経営責任者の突然死の後、1990年末に以前の生産責任者が新たに設立された有限会社（GmbH）のトップとなった。1990年代中頃にオランダの楽器卸売業者Ronald G. Bol（Music Brokers International B.V.）が世界的な販売権を取得し、その後事業に参加した。Bolは徐々に生産をドイツ国外へ移し（1998年に中国の煙台〔エンタイ〕に生産拠点を移転）、レンツェンのピアノ工場は最終的に1996年12月に閉鎖された。
ペルツィーナブランドのピアノは、Yantai Longfeng Piano Co.での生産を経て、現在は煙台ペレツィーナの年間15000台の生産能力（アップライト）をもつ近代的な設備のもとで製造されている。煙台ペレツィーナは、2003年にBolと中国人実業家Sun Qiangとの共同で設立された。Bolがこの民営企業の副社長で、海外への供給責任者である。主任技師はドイツ人のHas Leferinkである。彼によって設計や品質管理がされている。ドイツ・レンゼンのピアノ工場は1996年12月に閉鎖され、現在の欧州本部はオランダ・ヴィーネンダールにある。
煙台ペルツィーナで製造されている「Gebr. Perzina」ロゴのピアノのみが、ドイツ生まれの歴史ある「Perzina」ブランドを継承している。それ以外では製造されていない。60%以上を日本や欧米をはじめとする海外50か国以上に、残りは中国内100以上の都市に供給しているとしている。日本では、1972年設立のピアノ量販店「ピアノ百貨」の7店舗で販売されている。Music Brokers Internationalは他にも欧州生まれのピアノブランドの製造権を所有しており、煙台ペルツィーナで、これらの他ブランドのピアノも製造している。「Gerh. Steinberg」（ドイツで1908年創業）、「Carl Ebel」（ドイツで1877年創業）、「Eavestaff」（イギリスで1823年創業）、「Rippen」（オランダで1937年創業）などのブランドがそれである。
2002年に公開されカンヌ映画祭でパルムドールを受賞した映画「戦場のピアニスト」の廃墟の中の演奏シーンで、ドイツ時代のペルツィーナのグランドピアノが使用された。また、ペルツィーナ（Gebr. Perzina）のアップライトピアノは、アメリカのLarry Fine著「THE PIANO BOOK (2007-2008)」のピアノランクにおいて、中国製ピアノとして初めてグループ3のAランクに入った。当時同ランクメーカーの中では、低価格であった。

## ピアノの特徴
現在のペレツィーナのアップライトピアノは、現代ピアノの心臓部とも言われる響板に特徴がある。フローティング響板（floating Soundboard）、逆クラウン響板（reverse-crown soundboard ）などと呼ばれているものである。いずれも、現代の他のピアノにはまず見られない、非常に珍しい構造と言える。
一般的なピアノは、響板は響棒と接着された状態でその全周を土台である「バック」に対して接着され、しっかりした土台を固定端とすることによって、響板振動の無駄な減衰を防止する。しかし、現在のペレツィーナのフローティング響板は、響板の下辺が支柱等で構成されるバックから完全に離れており、響板の左右辺は支柱にネジ止めされている。また、通常のピアノの響板は、弦側に凸状の形状であり弦圧に対して突っぱるようになっている。これが響板の「クラウン」であり、適切なクラウンこそが、ピアノの力強い音の源泉であると考えられている。アップライトピアノの寿命とは、響板がひどく割れたり、響板が沈下してクラウンが失われ弦圧が維持できなくなったときだと言われることがあるほどである。適切なクラウンの形成とその維持には高度な技術が必要とされている。逆クラウン響板では、最初から響板が弦圧によって弦側からみて凹状になっている。これにより、演奏者側により多くの音響が放射され、また（逆）クラウンが長く保たれるとしている。
また、他の中国製ピアノとは異なり、多くの部品をドイツをはじめとする欧州から調達しているとしている。このことを煙台ペレツィーナは、彼らのピアノに欧州標準品質（ESQ:European Standard Quality) という独自のマークをつけて表現している。

## オランダとの深い関り
ペレツィーナはドイツのピアノメーカーながら、会社設立時オランダ王妃エンマの援助を受けた。会社のマークとして使用されていた紋章に描かれているワシとライオンはそれぞれドイツとオランダを表していると言う。
また、ペルツィーナのピアノはオランダのヘット・ロー宮殿（ウィルヘルミナ女王の宮殿）、スーストダイク宮殿（ユリアナ女王の宮殿）に納められており、ヘット・ロー宮殿には現在もペルツィーナの白いグランドピアノが置かれている。
現在のブランドのオーナーはオランダ人であり、この意味でもペレツィーナはオランダとの深い関わりがあると言える。